# Saint-Étienne-des-Guérets

Saint-Étienne-des-Guérets este o comună în departamentul Loir-et-Cher, Franța. În 1 ianuarie 2022 avea o populație de 115 de locuitori.